# جو آن كيلي
جو آن كيلي (بالإنجليزية: Jo Ann Kelly)‏ هي مغنية وعازفة قيثارة بريطانية، ولدت في 5 يناير 1944 في لندن في المملكة المتحدة، وتوفي بنفس المكان في 21 أكتوبر 1990.

## وصلات خارجية
- جو آن كيلي على موقع ميوزك برينز (الإنجليزية)
- جو آن كيلي على موقع أول ميوزيك (الإنجليزية)
- جو آن كيلي على موقع ديسكوغز (الإنجليزية)